# Edmund Edward Fournier d'Albe
(E. E. Fournier d'Albe,  Quo vadimus?, 1925)
Edmund Edward Fournier d'Albe (Londra, 1868 – St Albans, 29 giugno 1933) è stato un fisico irlandese, inventore dell'optofono e pioniere della trasmissione televisiva.
Era figlio di Edward Herman Fournier d'Albe, un ingegnere fisico e telegrafico e fu assistente di Oliver Lodge (1851 – 1940) presso l'Università di Birmingham. Aveva un interesse permanente per l'occulto e per diversi anni fu segretario della sezione Dublino della Società per la Ricerca Psichica.

## Biografia
Fournier d'Albe era una figura eclettica, oltre ad essere un fisico, era anche un chimico, linguista, occultista e inventore. Scrisse un libro sull'energia elettrica e il magnetismo divenuto molto popolare ed elogiato dalle principali riviste scientifiche come "la migliore introduzione possibile alle moderne vedute sull'energia elettrica".

### Divulgatore scientifico
Nel 1893 circa, Fournier d'Albe iniziò il suo contributo al giornalismo scientifico pubblicando dei saggi sulla rivista scientifica Electrician. Dal 1897 a 1905 sviluppò una rubrica settimanale dal titolo Contemporary Electrical Science. Nel 1895 iniziò a pubblicare i suoi saggi per la American Physical Society con la quale collaborò fino alla sua morte avvenuta il 20 giugno del 1933. La sua sigla E.E.F.dA. è comparsa fino al numero uscito nel mese della sua morte. Nel mese di aprile scrisse:
(E. E. Fournier d'Albe, Physical Society, 1933)

### Sostenitore del Movimento panceltico
Durante il suo soggiorno a Dublino (1894 – 1909), si dedicò attivamente alla rinascita celtica. Era una 'celebrità' e una presenza nota a Dublino, che rigorosamente frequentava i corsi di lingua gaelica della Gaelic League vestito con costume tipico irlandese. Frequentava spesso il suo amico William Gibson (1868 – 1942), in seguito Lord Ashbourne, un altro appassionato promotore dell'abito nazionale irlandese, che indossava sempre il kilt. Il 18 gennaio 1902, Fournier ha presieduto la Literary and Historical Society dell'University College Dublin. Il tema principale della discussione fu il costume nazionale irlandese, e il giornale studentesco St. Stephens, riportò il vivace dibattito che ebbe luogo durante la riunione, ridicolizzando Fournier, che: «sembrava una graziosa donna vestita di giallo e verde» e che volentieri consigliò agli studenti il suo modello di costume irlandese: «Abbiamo applaudito, urlato, e abbiamo fatto tante domande sul suo costume, che il signor Fournier ha lasciato a vedere, di pensare a tre quarti degli studenti di stalking Grafton Street vestiti in quel modo il giorno successivo.»
Fournier era una figura eccentrica, molto deriso per il suo eccessivo entusiasmo per le cose celtiche. Ciò nonostante affrontò la questione irlandese da scrittore e modernista. Egli non era soltanto un revival irlandese, ma una eccellenza internazionalista. Fondatore e capo del Movimento panceltico, cercò di creare una rete internazionale delle nazioni celtiche, attraverso la quale credeva che l'Irlanda aveva più possibilità di riprendersi il suo spazio nazionale. Fournier era uno straniero e gran parte della presa in giro diretta al Movimento panceltico fu una conseguenza della sua non irlandesità, rivelando un brutto, ignorante, e anche inappropriata xenofobia. La presenza di Fournier e il suo ruolo come un irlandese ospite di numerosi eventi panceltici internazionali sfidava la partecipazione dell'identità irlandese, così come cercava di ridefinirla. Mentre in Irlanda organizzava con entusiasmo eventi panceltici, fu deriso come un inglese di estrazione ugonotta, una denominazione non del tutto priva di fondamento. Infatti, egli era piuttosto orgoglioso della sua origine ugonotta francese e il bagaglio culturale continentale.
Era un poliglotta abile nell'inventare nuove parole, piazzando l'Irlanda sullo stesso piano di altri paesi, grazie all'innovazione linguistica. Inoltre, egli divenne famoso per essere stato l'inventore dell'optophone, una macchina che traduceva la stampa in musica, permettendo alle persone non vedenti di "leggere ad orecchio". La macchina venne anche menzionata dallo scrittore irlandese James Joyce (1882 – 1941) nel suo famoso romanzo Finnegans Wake. La frase "Tis optophone which ontophanes" (traducibile a grandi linee in: "questo optofono che ontofona") esprime un motivo fondamentale del romanzo: il matrimonio tra la visione e la musica, e l'esperienza della nostra lettura del testo di Joyce, perché: «l'optophone, quando "ontophanes", porta "ciò che è" (dal greco, ta onta, le cose esistenti) alla luce (e suoni) (phaino, per portare alla luce, per rendere apparire)». Fournier vedeva il revival celtico come un progetto modernista nel tentativo di conciliare il future tecnologico e linguistico con la visione celtica. Pan-Celti era per lui uno spazio 'optofonico', che ha portato alla luce e alla modernità l'eredità celtica nascosta e la vitalità della razza. Ogni nota musicale che il suo optophone panceltico suonava, rappresentava una nazione celtica, divisa dalle altre dal mare, dalle lingue e dall'imperialismo britannico (e francese), in risonanza tra loro per creare una bella armonia.
Fournier imparò a parlare irlandese, scozzese, mannese, gallese e bretone. Scrisse un dizionario anglo-celtico pubblicato in Celtia a fascicoli, nel quale le traduzioni delle parole inglesi, nelle cinque lingue celtiche, venivano riportati in colonne parallele. Celtia sostenne anche le lotte nazionali e linguistiche di piccole nazioni al di là delle reti celtiche, consigliando anche la possibilità di un'alleanza di piccole nazioni contro le grandi potenze. Fournier credeva con fermezza nella conservazione delle piccole nazioni e che il linguaggio era la più potente espressione della cittadinanza, come il motto della Gaelic League :  "Nessuna lingua, nessuna nazione ". Come molti dei suoi compatrioti irlandesi, Fournier condannò con fervore la guerra anglo-boera, che vedeva come una lotta dell impero contro i connazionali, e mentre Lord Castletown (1849 – 1937) era in Sudafrica a combattere la guerra, gli inviò una lettera chiedendogli di ritornare indietro. In realtà, Lord Castletown stesso era molto impressionato dell'individualità nazionale dei boeri e parlando all'Associazione celtica dopo il suo ritorno dal Sudafrica, riferendosi ai boeri disse: 'la conservazione delle caratteristiche nazionali è un potente aiuto in ogni lotta nazionale', e sperava che 'il tentativo di ostracizzare la lingua olandese' sarebbe stato vana.
Il più valido contributo di Fournier alla rinascita del linguaggio celtico fu attraverso l'irlandese. Era uno studioso di talento che aveva vinto il primo premio alla Oireachtas na Gaeilge, il festival annuale della lingua gaelica, per la migliore lista di termini tecnici irlandesi nel 1899 e il miglior saggio in irlandese '"The qualities that build up a noble nation" (Le qualità che costruiscono una nazione nobile)  nel 1900, ma soprattutto, compilò un dizionario anglo-irlandese nel 1903. Come molti leghisti Gaelici, organizzò visite linguistiche guidate per le remote isole di lingua irlandesi per migliorare la conoscenza dell'idioma e per scoprire di più sul patrimonio irlandese.  Ad esempio, una ballata popolare irlandese che Fournier trascrisse su Tory Island fu pubblicata nel 1901 con una traduzione approssimativa Inglese dalla scrittrice irlandese Lady Gregory (1852 – 1932) e illustrata dal pittore irlandese Jack Yeats (1871 – 1957), ed diventò una fonte di poesia per il poeta irlandese W.B. Yeats (1865 – 1939), Going the Day Road One. Mentre era a Gorumna, un'isola al largo di Galway Connemara che chiamò "beyond beyonds", Fournier scrisse a Lord Castletown, che stava ancora combattendo in Sudafrica:
(E. E. Fournier d'Albe, Lettera a Lord Castletown)

### Ricercatore astrofisico
Nel 1907 pubblicò il libro, Two New Worlds nel quale si trova la prima descrizione matematica di una possibile distribuzione gerarchica delle stelle: fu il primo tentativo di descrizione frattale dell'universo. Nel mondo di Fournier le stelle sono distribuiti in uno spazio infinito, ma la massa all'interno di ogni sfera aumenta in modo direttamente proporzionale al suo raggio (si ricordi che in una distribuzione uniforme, tale massa aumenterebbe in proporzione al cubo del raggio). Il suo libro si occupa sia del mondo microscopico (Infra-World) che del mondo in larga scala (Supra-World) e suggerisce che: «un universo costruito su un modello non molto diverso dal nostro viene rilevato su una piccolissima scala definita e misurabile, e un altro su una scala corrispondente molto più grande». Era eccitato dalla possibilità che un tale universo potesse risolvere i due principali paradossi dello spazio infinito, vale a dire il cielo buio stellato (paradosso di Olbers) e la gravità infinita. Il libro fu spesso definito come fantascientifico e certamente Fournir fu coraggioso ad ipotizzare l'esistenza di vita nel suo Infra e Supra-Worlds, e ammise che sarebbe stato molto difficile osservare gli elementi estremamente lontani del Supra-Worlds, senza parlare poi degli abitanti del Infra-World. Ma queste idee nascevano dalla sua sana filosofia: «Perché dovremmo tracciare la linea prima che la natura la disegni per noi?». Un paio di anni prima il fisico giapponese Hantarō Nagaoka (1865 – 1950) aveva proposto gli atomi come sistemi planetari in miniatura, dove elettroni con carica negativa ruotano attorno ad un nucleo di carica positiva. In seguito, con la scoperta delle leggi della Fisica quantistica, venne dimostrato, come nel caso del modello planetario dell atomo di Bohr, che questa semplice immagine di elementi gerarchici ripetuti aveva delle limitazioni.

#### Paradosso di Olbers
I capitoli di Fournier riguardanti il mondo su larga scala contengono molti interessanti intuizioni che definiscono con cura delle ipotesi per risolvere il paradosso di Olbers: 
- L'etere luminoso pervade tutto lo spazio
- Il numero di corpi scuri è relativamente piccola
- Le stelle sono irregolarmente distribuite [nello spazio infinito]
- Le stelle luminose hanno un'esistenza eterna

La prima ipotesi oggi ammetterebbe che la luce si propaga nello spazio vuoto. Egli sottolinea che se le stelle sono state create qualche tempo finito di anni fa, allora oggi non possiamo vedere più lontano rispetto alla distanza che la luce ha percorso dopo il momento della creazione, cioè la velocità della luce moltiplicato per l'età dell'universo. Quindi, se la creazione è avvenuta 100.000 anni fa, per usare un esempio di Fournier, il cielo è attualmente illuminato per la maggior parte solo dalle stelle di 100.000 anni luce da noi. Questo risolve il paradosso del cielo notturno. Tuttavia, Fournier crede un universo eterno, che secondo la sua "ipotesi gerarchica": 
Fournier dà per scontato che, alle stelle luminose ci siano mescolate molte "stelle oscure". Queste potrebbero formare uno schermo opaco per le stelle lontane. Ipotizza anche l'esistenza di una sostanza nello spazio, capace di assorbire la luce (oggi questa polvere interstellare è un dato di fatto, mentre all'epoca c'erano pochissimi elementi di prova). Fournier, come l'astronomo inglese John Herschel (1792 – 1871) affermava prima di lui, sottolinea che il mezzo assorbente verrebbe riscaldato dalla luce catturata, e che il calore a sua volta verrebbe irradiato "verso l'interno sulle nostre teste devote". Fournier riconosce che ci possa essere un problema simile con le stelle scure che accolgono i raggi di luce, pensando che se stelle scure siano molto più numerose di quelle luminose, l'illuminazione e la temperatura di un universo infinito sarebbe abbastanza confortevole.

#### Paradosso della Gravità infinita
L'obiettivo di Fournier non era quello di comprendere l'universo infinito colmo di stelle. Voleva estendere il sistema gerarchico, che funziona così bene quando si descrivono gli atomi, anche a scale più grandi. Secondo i calcoli di Fournier, il mondo stellare visibile, la Via Lattea, sarebbe solo uno degli elementi più alti del livello gerarchico, rispetto agli altri elementi che erano al di là della possibilità di osservazione disponibile. La chiave per poter dedurre ciò, senza osservazioni ottiche dirette è la "Gravità". È interessante notare che le stelle hanno una velocità relativamente piccola, molto più piccole rispetto alla velocità della luce. Da questo Fournier concluse che le stelle "cadenti" nel nostro livello di gerarchia, provenienti da grandi distanze non raggiungono alte velocità, perché la densità decresce rapidamente verso l'esterno a partire da noi. Più esattamente, sottolinea che il potenziale gravitazionale sulla superficie sferica delle stelle sarebbe lo stesso, indipendentemente dalla grandezza del "mondo-sfera", se la massa compresa all'interno di un mondo-sfera cresce come il suo raggio, e non come il suo volume. La struttura a gerarchia di Fournier decifrò il paradosso di Olbers e fece comprendere le piccole velocità delle stelle. Per inciso, la questione delle piccole velocità locali era già stata trattata da Giordano Bruno (1548 – 1600), quando meditava sulla questione della distribuzione infinita. La sua spiegazione era quello di propose un range limitato per la forza di gravità: "Siccome le forze di attrazione e le distanze reciproche fra due corpi celesti sono finite, lo sono anche i loro moti"

### Interesse per le lingue
La sua passione per le questioni celtiche lo spinse a modificare un dizionario irlandese nel 1903, ma fu anche un oratore della lingua esperanto e manx. Inoltre ha tradotto dal tedesco il libro di Albert von Schrenk (1862 – 1929), Phenomena of Materialisation: un contributo alla ricerca su teleplastica medianica, e dal francese il libro di Georges Marie Haardt, Across the Sahara by Motorcar: un'avvincente avventura di Louis Audouin-Dubreuil. Fu un prolifico produttore di materiale testuale.

### Fisico e inventore
Lavorando come assistente docente di Fisica presso l'Università di Birmingham, si dedicò allo studio di materiali fotosensibili come il selenio. Sfruttando le proprietà fotoelettriche di questi materiali realizzò e brevettò delle invenzioni. Alcune di queste scoperte sono immortalate nel suo libro The Moon-Element, nel quale parla delle meraviglie del selenio.

#### Optofono
Nel 1913 ebbe l'intuizione che tali materiali potessero essere utilizzati per rilevare il nero di una stampa e convertirlo in un suono che potesse essere interpretato da una persona non vedente, anche se ad una velocità di una parola al minuto. Fu così che costruì una macchina, denominata, optofono, capace di convertire la stampa in una scala di sei toni. Nel 1920 la Barr and Stroud Co. si interessò all'invenzione di Fournier d'Albe aiutandolo nei successivi sviluppi, ed insieme brevettarono l'Optophone. per poi realizzarne alcuni esemplari da vendere

#### Televisione
Il nome di Fournier appare nella storia della televisione, perché a Londra nel 1923 è stato il primo a trasmettere un'immagine televisiva: un ritratto di re Giorgio V (1865 – 1936). In realtà più che un esperimento di televisione, fu più una prova di telecomunicazione. Infatti anche se l'intento ultimo era quello di sviluppare la televisione, l'immagine trasmessa non era in movimento, ma una figura fissa.
Per riuscire nella prova, Fournier d'Albe dovette prima "codificare" l'immagine, dividendola in un gran numero di punti e indicando, con una lettera, l'ombreggiatura media di ciascuno punto o area. La lettera poi veniva telegrafata nel solito modo. La trasmissione avvenne via radio dalla stazione della BBC e ci vollero ben 20 minuti per trasmettere un'immagine, rudimentale e di pessima qualità, contenente solo 600 punti.
Per preparare il messaggio cifrato l'immagine originale fu messa in una camera d'ingrandimento e proiettata su uno schermo di vetro smerigliato diviso in 600 quadratini, disposti in 30 righe di 20. Ad ogni quadratino fu assegnata una lettera codice che ne indicava la luminosità media: le lettere di codice furono quindi scritte in 30 righe di 20 caratteri ciascuna.
Le lettere e i simboli di codice furono scelti con cura per facilitare la trasmissione telefonica e la successiva riproduzione. Ce n'erano sei, che esprimevano la luminosità media: stop, x, i, j, g, m. Fu chiarito che "stop" denominava un punto normale, o (se era stata utilizzata una macchina da scrivere), un trattino. Uno spazio vuoto veniva invece indicato dalla vocale o.
Da notare che le lettere scelte avevano suoni vocalici molto diversi, in questo modo potevano essere riconosciute anche se le consonanti non venivano udite chiaramente.
L'intero codice fu decifrato e dettato dallo stesso Fournier, il quale impiegò 20 minuti per la lettura delle 600 lettere, anche se esperimenti precedenti avevano dimostrato che un adulto avrebbe potuto facilmente buttarlo giù in otto minuti o meno. Ogni linea di 20 lettere fu divisa in quattro gruppi di 5 lettere ciascuna. Questo fu fatto per evitare eventuali confusioni e facilitare la successiva riproduzione.
L'immagine fu ricevuta e ricostruita dal codice, su un foglio a quadretti, da circa 250 "ascoltatori" dislocati in varie parti d'Inghilterra.
Founier d'Albe era consapevole delle limitazioni tecnologiche dell'epoca, infatti in un suo libro scrisse:
(E. E. Fournier d'Albe,The Moon-Element, p. 82)
Il fisico aveva già in mente qualche soluzione al problema, infatti nel 1926 brevettò un dispositivo la cui tecnica consisteva nel dividere l'immagine in diverse aree luminose e convertire ognuna di queste aree in un segnale elettrico o sonoro. Per trasformare ogni area in un determinato segnale venivano utilizzate delle cellule di selenio che come già noto è un materiale dalle proprietà fotoelettriche. Il segnale ottenuto veniva poi trasmesso tramite wireless telegraphy (telegrafia senza fili), espressione utilizzata all'epoca prima della diffusione del termine radio. La ricostruzione dell'immagine avveniva mediante tanti risuonatori, specifici per ogni area codificata. Ciascun risuonatore rispondeva a una determinata nota e produceva un'area al posto giusto sullo schermo mediante la luce riflessa.

### Ricercatore metapsichico
Nel 1908, Fournier d'Albe basandosi sia sulle sue congetture metafisiche che sulle prove di materializzazione affermate da Crookes (1832 – 1919) nel suo lavoro, Katie King, ipotizzò una sua teoria relativa all'immortalità. Fu così che crisse New Light on Immortality, un libro per dimostrare che l'anima era una sostanza formata da particelle da lui dette psicomeri.
(E. E. Fournier d'Albe, New Light on Immortality)
Fourniuer era un metapsichista per niente affatto scettico e fu addirittura uno dei difensori della medium Eva Carrière (1886 – 19??). Nel 1920 proseguì le ricerche di William Jackson Crawford (1881 – 1920), un Fisico Ricercatore, che aveva condotto dei test sulla medium Kathleen Goligher (1898 – 19??). All'inizio intraprese gli esperimenti con grande entusiasmo, ma poi più tardi scriverà per la rivista spiritica "Light" un articolo uscito il 12 agosto 1921:
(Light, Londra, 12 agosto 1921)
Il Fournier volle partecipare a una 19ª seduta di controllo. Lasciò che i piedi della medium fossero allacciati, ma in modo che si potesse vedere come venivano legati. Il fenomeno di levitazione non avvenne.
(E. E. Fournier d'Albe, The Goligher Circle)
Così si chiuse il circolo Goligher. Esso declinò in seguito ogni invito per altre ricerche. Perfino il medico tedesco A. von Schrenck-Notzing e il direttore degli spiritisti londinesi si convinsero che “il sistema era chiarito e la buffoneria cessata.

## Opere

### Libri
- (EN) E. E. Fournier d'Albe, The Electron Theory., Londra, Longmans, Green and Co., 1906.
- (EN) E. E. Fournier d'Albe, Two New Worlds, Londra, Longmans, Green and Co., 1907.
- E. E. Fournier d'Albe e George Johnstone Stoney, La nuova teoria dell'elettricità: gli elettroni, Bologna, Fratelli Bocca, Editori, 1908.
- (EN) E. E. Fournier d'Albe, New Light on Immortality, Londra, Longmans, Green and Co., 1908.
- (EN) E. E. Fournier d'Albe, Wonders of Physical Science, Londra, Macmillan and Company, Limited, 1910.
- (EN) E. E. Fournier d'Albe, Contemporary Chemistry, New York, D. Van Nostrand company, 1911.
- (EN) E. E. Fournier d'Albe, The Goligher Circle, Londra, John M. Watkins 21 Cecil Court, Charing Cross Road, W.C.2, 1922.
- (EN) E. E. Fournier d'Albe e Et al., Organic chemistry, vol. 1, Londra, 1922.
- (EN) E. E. Fournier d'Albe, The life of Sir William Crookes, Londra, T.F. Unwin, 1923.
- (EN) E. E. Fournier d'Albe, The Moon-Element, Londra, T.F. Unwin, 1924.
- (EN) E. E. Fournier d'Albe, Quo vadimus?, New York, E.P. Dutton & Company, 1925.
- (EN) E. E. Fournier d'Albe, Hephæstus: or, The soul of the machine, New York, E.P. Dutton & Company, 1925.
- (EN) E. E. Fournier d'Albe e Et al., Organic chemistry, vol. 2, Londra, K. Paul, Trench, Trubner & co., ltd, 1929.

### Traduzioni
- (EN) Baron von Schrenck Notzing, Phenomena of Materialisation, translated by E. E. Fournier d'Albe, Londra, K. Paul, Trench, Trubner & co., ltd, 1920.
- (EN) Camille Flammarion, Dreams of an Astronomer, translated from the French by E. E. Fournier d'Albe, Londra, T.F. Unwin, 1923.
- (EN) Georges-Marie Haardt, Across the Sahara by motor car, Louis Audouin-Dubreuil, Londra, T.F. Unwin, 1924.
- (EN) Jean-Henri Fabre, The heavens, translated from the French by E. E. Fournier d'Albe, Londra, T.F. Unwin, 1924.
- (EN) Victor von Richter, Organic Chemistry: Chemistry of the carbocyclic compounds, Translated by E. E. Fournier d'Albe, Londra, K. Paul, Trench, Trubner & co., ltd, 1929.

### Brevetti
- (EN)  E. E. Fournier d'Albe, Archibald Barr and William Stroud, Barr and Stroud, Optophone,  US1350954, United States Patent Office, 24 agosto 1920.
- (EN)  E. E. Fournier d'Albe, Bernard Winfield, Telegraphic transmission of pictures and images,  US1571897, United States Patent Office, 2 febbraio 1926.
- (EN)  E. E. Fournier d'Albe, Adam Hilger Ltd, Apparauts for Recording and Reproducing Sound,  US1597726, United States Patent Office, 31 agosto 1929.